# Sunbeam Tiger
Sunbeam Tiger är en sportbil, tillverkad av den brittiska biltillverkaren Sunbeam mellan 1964 och 1967.
Rootes återförsäljare i USA imponerades av AC Cobra och bad ledningen att ta fram en liknande modell. Genom att montera en V8-motor från Ford i en Sunbeam Alpine-kaross skapades Sunbeam Tiger. Modifieringarna för att klara av den stora motorn var omfattande och lades ut på Jensen Motors.
Till 1967 infördes en större motor, men sedan Chrysler tagit över Rootes lades tillverkningen ned omgående.

## Motor
| Modell | Motor             | Cylindervolym | Effekt | Bränslesystem   |
| ------ | ----------------- | ------------- | ------ | --------------- |
| Mk I   | 8-cyl V-motor ohv | 4261 cm³      | 164 hk | Enkel förgasare |
| Mk II  | 8-cyl V-motor ohv | 4738 cm³      | 200 hk | Enkel förgasare |